# Shapeshifter
Shapeshifter — новозеландский музыкальный коллектив, исполняющий музыку в стилях драм-н-бейс и ликвид фанк.

## История
Образована в 1999 году, когда 4 члена-основателя встретились в музыкальной школе и стали исполнять музыку в таких стилях как даб, джаз и хип-хоп, электроника. В результате ими был выбран один из самых сложных и востребованных стилей на тот момент, а именно Live Drum & Bass. После игры на местном уровне Shapeshifter выпускает своего первенца EP, озаглавленного D.N.A., после чего о них поползли слухи, что Shapeshifter - это будущее Drum & Bass, а свежие идеи бьют фонтаном из голов новозеландской группы.
В 2001 году Shapeshifter выпустили свой дебютный альбом Realtime. Альбом включает в себя сотрудничество с Ladi6 трек "Move With Me", а также с Kaps (Fabel) и Tiki (Salmonella Dub). Realtime был удостоен титула Best Electronic Release в 2002 BNet NZ Music Awards, а также был номинирован на RIANZ NZ Music Awards на Best Electronic Album. Альбом известен своим "тяжелым" звучанием, по сравнению с ранним творчеством группы.
В 2002 году Shapeshifter переезжает в Мельбурн. Они активно гастролируют, реакция со стороны аудитории положительная. Группа выступила на таких мероприятиях, как 4ZZZ Market Day Festival в Брисбене, в котором приняли участие более 10 тысяч человек, Bellingen Global Carnival и сумасшедшие концерты в Сиднее, Мельбурне и Байрон-Бэй.
В конце 2003 в Shapeshifter вступил вокалист Paora Apera aka P Digsss, что сделало группу ещё более грозной, в плане творческого разнообразия. Новый состав был протестирован в турне Salmonella Dub's One Drop East в августе-сентябре 2003 и Shapeshifter отбомбил 12 концертов. Группа быстро развивалась, включались новые вокальные элементы, в результате чего свежий, универсальный звук импортировался в мозги широкой аудитории. Другие яркие события этого года – это их первый тур по Европе, в том числе концерты в Лондоне, Эдинбурге и Роттердаме.
2004 год в жизни новозеландцев ознаменовался выходом альбома Riddim Wise, второго по счету и, что удивительно, записанного уже в собственной студии в Мельбурне. Восторг фанатов, овации публики и как следствие #1 NZ National Dance Album в Новой Зеландии.
И вот он август 2006, явление миру Soulstice. Всего 3 недели продаж и альбом получает золотой статус, в данный момент Soulstice имеет achieved Platinum sales. Альбом вызывает восхищение и по сей день, разнообразие направлений вызовет восторг у ценителей soul, reggae, funk, rock, hip-hop и конечно же drum&bass
Год 2008 в жизни команды ознаменовался стартом тура по Европе, а именно Париж, Роттердам, Амстердам, так же концертами в Англии и Шотландии. Это был их четвёртый мегатур и в него они поехали с синглом "One", записанным в мае этого года. И судя по всему именно в этом туре приходит решение о записи Soulstice на родине D&B. 17 Ноября на Mums The Word Records выпускается "перестилизованный" Soulstice в новом арт-оформлении и ремиксами от D-Bridge (Exit Records), Nu:Tone, The Nextmen. Под завершение года и в течение следующего группа выступает на родной земле, играя в том числе неизданные песни: "Dutch Sorrow", "Right Here, Right Now", "Day One", "Twin Galaxies", "Warning" и "System" Некоторые из них появятся в альбоме The System Is A Vampire, релиз которого состоится позже. Попутно пишется EP с альтернативными версиями песни "Bring Change", проводится много работ с соратниками по цеху и материала становится столько, что хватит не на одну пластинку. Далее Truetone Recordings - собственный лейбл новозеландской банды.
Все плавно движется к 12 Ноября 2009 года - дню рождения "The System Is A Vampire". Это четвёртый студийный альбом группы и начинается он с легендарного трека "Dutchies", получившего широкую ротацию на радио. Но в каждой бочке меда... В ходе сентябрьского турне по Австралии 2009 года команду покидает барабанщик Redford Grenell. Сразу же вакантное место в команде занимает уже состоявшийся ударник и по совместительству продюсер Johnny Hooves. "Мистер Grenell сказал: "Мне не по пути с Shapeshifter" - так откомментировал P. Digsss уход Redford Grenell. В 2013 году Johnny Hooves покинул группу и был заменен барабанщиком из Wellington Darren Mathiassen.
Новогодний тур 2009/2010 года по Австралии с огромнейшим концертом Coromandel Gold, собравшим на новогоднее поздравление 10000 человек. В июле 2010 группа подписала контракт с Hospital Records. Выпускаются два альбома "The System Is A Vampire" и сборник ремиксов "The System is a Remix". В этом сборнике за дело берутся старожилы, тяжеловесы, звезды культуры D&B, коими за 11 лет стали и сами Shapeshifter.

## Дискография

### Студийные альбомы
- Realtime (2001)
- Riddim Wise LP (2004)
- Soulstice (2006)
- The System Is A Vampire (2009)
- Delta (2013)
- Stars (2016)

### Концертные альбомы
- Live (2007)

### Мини-альбомы
- DNA EP (2001)
- Styles EP (2003)

### Официальные страницы
- Официальный сайт Shapeshifter  (англ.).
- Официальная страница Shapeshifter (англ.) на сайте Myspace

### Прочие сайты
- Shapeshifter на сайте Discogs.